# ك.جيت
ك.جيت (KGet) هو منظم تنزيل حر لبيئة سطح المكتب كدي.

## مميزات البرنامج
- تحميل ملفات من بروتوكول نقل الملفات FTP وبروتوكول انتقال النص المتشعب HTTP من المصادر.
- توقف واستئناف تحميل الملفات، فضلا عن القدرة على البدء من جديد في التحميل.
- يحكى الكثير من المعلومات عن الحالية، وريثما يتم التحميل.
- غرس في علبة النظام.
- التكامل مع كونكيورر متصفح ويب.
- دعم ميتالينك والتي تحتوي على عناوين متعددة لتحميل الملفات، إلى جانب تفحص صحة الملفات وغيرها من المعلومات.

## وصلات خارجية
- ك.جيت على موقع Open Hub (الإنجليزية)
- ك.جيت على موقع SourceForge (الإنجليزية)
- الموقع الرسمي